# Гессен-Дармштадт

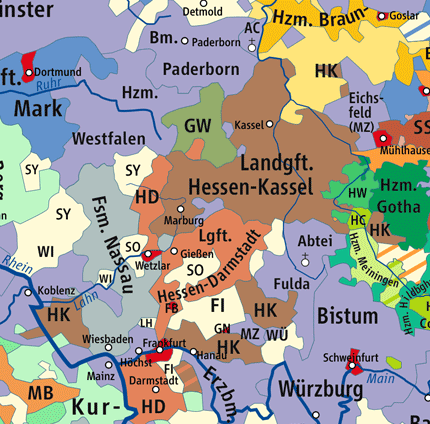
Гессен-Кассель и Гессен-Дармштадт в 1793

Ландгра́фство Ге́ссен-Да́рмштадт (нем. Landgrafschaft Hessen-Darmstadt) — немецкое княжество в составе Священной Римской империи, существовавшее в 1567—1806 годах. Столицей являлся город Дармштадт.

## История
Образовалось в 1567 году в результате наследственного раздела ландграфства Гессен после смерти его правителя — Филиппа I, между его сыновьями. Гессен-Дармштадт достался самому младшему из них — Георгу I. После смерти в 1583 году брата, ландграфа Гессен-Рейнфельса Филиппа II, значительная часть его владений также перешла к Георгу I.
Его сын Людвиг V также унаследовал часть земель своего дяди, ландграфа Гессен-Марбурга Людвига IV. Из-за спора о наследовании этого владения с Гессен-Кассеелм велась Гессенская война, активная фаза которой длилась с 1620-х по 1645 г. 
Людвиг VIII (1739—1768) окончил долгий спор с Гессен-Касселем за графство Ганау и приобрёл Ганау-Лихтенберг.
Людвиг X (1790—1830) по Люневильскому миру 1801 года получил графство Вестфалия, часть курфюршества Майнц, курфюршество Пфальц и город Вормс, по заключительному постановлению имперской депутации - имперским городом и бургграфством Фридберг. В 1806 году после роспуска Священной Римской империи ландграф присоединился к Рейнскому союзу, а само ландграфство было преобразовано в Великое герцогство Гессен.

## Правители
| 1568—1596 | Георг I                                        |
| 1596—1626 | Людвиг V                                       |
| 1626—1661 | Георг II                                       |
| 1661—1678 | Людвиг VI                                      |
| 1678      | Людвиг VII                                     |
| 1678—1739 | Эрнст Людвиг                                   |
| 1739—1768 | Людвиг VIII                                    |
| 1768—1790 | Людвиг IX                                      |
| 1790—1830 | Людвиг X (с 1806 года великий герцог Людвиг I) |